# John Dillermand
John Dillermand (översatt till svenska: John Snoppman) är ett danskt barnprogram på DR Ramasjang från 2021. Första säsongen hade premiär på DRs hemsida den 2 januari 2021.

## Programmet
Programmet handlar om John Dillermand som är en man med en extra stark och stor snopp. Han använder snoppen till att bland annat tämja lejon eller att flyga omkring som en helikopter.

## Historia
Programmets målgrupp är barn mellan 4 och 8 år och produceras av DR, tillsammans med Sex & Samfund. Programmet har fått kritik för ett opassande innehåll och att det finns risk att deras barn börjar blotta sig.